# Варварин день
«Варварин день» (рос. «Варварин день») — радянський художній фільм 1982 року, знятий на кіностудії «Ленфільм».

## Сюжет
Недовго прожили разом Варвара і Павло Жданови. Почалася війна і Павло пішов на фронт, а на плечі молодої жінки лягла важка, виснажлива робота на металургійному заводі…

## У ролях
- Наталія Бражникова — Варвара Жданова
- Віктор Михайлов — Ларіон Золотов
- Геннадій Воронін — Павло Жданов, чоловік Варі
- Галина Макарова — свекруха
- Ольга Осипова — Анфіса, сестра Павла
- Наталія Четверикова — Кланя, подруга Варвари
- Федір Одиноков — хрещений, заводський майстер
- Олександр Дем'яненко — Степан, робітник
- Володимир Юр'єв — Саша, гітарист
- Любов Малиновська — тітка Васса, робітниця
- Віталій Матвєєв — інвалід
- Ігор Єршов — Іван Іванович, юний робітник
- Дмитро Флоренцев — Моторка, юний робітник
- Валерій Лебедєв — Вася, юний робітник
- Ігор Ковзель — Єгорка
- Оксана Луткова — дочка Варі
- Людмила Аржанікова — епізод
- Нора Грякалова — гостя
- Ельвіра Колотухіна — гостя
- Микола Котельников — епізод
- Геннадій Лайне — епізод
- Валерій Ольшанський —  гість в тільняшці
- Микола Сизов — епізод
- Галина Стеценко — епізод

## Знімальна група
- Режисери — Анатолій Дубінкин, Йосип Шапіро
- Сценарист — Ірина Велембовська
- Оператор — Володимир Ковзель
- Композитор — Веніамін Баснер
- Художник — Лариса Шилова